# J.K. Simmons
Jonathan Kimble "J. K." Simmons (9. siječnja 1955.), američki glumac.
Rođen je u Detroitu, Michigan, ali je odrastao u državama Ohio i Montana gdje je pohađao sveučilište.
Član kazališta u Seattleu i broadwayski zabavljač.
Majka mu je upraviteljica, a otac sveučilišni profesor.
Do sada je samo na filmu ostvario sedamdesetak uloga, a najpoznatiji je kao  Emil Skoda u 3 od 4 inkarnacije serije Zakon i red, J. Jonah Jameson u izvornoj trilogiji o Spider-Manu, neonacistički zatvorenik Vernon Schillinger u seriji Oz, i otac glavne junakinje u filmu Juno.
Glumio je u svim filmovima Jasona Reitmana, posuđivao je lik u video-igrama.
Usprkos svim svojim postignućima, prava fama došla je 2014. ulogom u filmu Ritam ludila. U kojem Jonathan glumi Terencea Flethera, sadističkog profesora na izmišljenom elitnom konzervatoriju Scheffer. Nasuprot njemu je Miles Teller kao mladi bubnjar Anderw Neiman.
Osvojio je Zlatni globus za tu ulogu, Richard Roeper ga je pohvalio za izvedbu, a časopis Entertainment Weekly smatra ga glavnim kandidatom za Oscara u sporednoj ulozi. 

## Vanjske poveznice
- J.K. Simmons u internetskoj bazi filmova IMDb-u (engl.)